# Тесленко Юрій
Ю́рій Тесле́нко (*1894 — †1943) — єпископ Української автокефальної православної церкви (УАПЦ) родом із Поділля.
Священик з 1918 року, єпископ Білоцерківської церковної округи (1925—1930). 1931 року заарештований і засланий на 10 років до концтаборів. Покарання відбував у таборах на півночі СРСР. Повернувся з заслання в 1941 р., переїхав до Воронежа, потім — до Вінниці. Деякий час працював колгоспним робітником. Помер у Вінниці в 1943 р. від сухот.